# Freya (katt)
Freya, född omkring april 2009, död 4 augusti 2022, var en engelsk katt som var anställd som Högste musfångare för regeringen från 2012 till 2014, ursprungligen husdjur åt finansministern George Osborne och hans familj.
I september 2012 delade Freya rollen som Högste musfångare för regeringen med Larry. I november 2014 pensionerades hon från sin tjänst och flyttade till landsbygden i Kent, men det slutade med att hon återkom till London. Hon avled i augusti 2022.

## Biografi
Freya försvann från familjen Osbornes hus i Notting Hill när hon bara var några månader gammal, och efter att ha sökt igenom västra London efter henne antog familjen att hon hade dött eller gått vilse. I juni 2012 fick dock Osbornes fru Frances ett samtal om att Freya levde, och familjen tog med henne hem.
Den 16 september 2012 rapporterade Nigel Nelson i tidningen The Sunday People att premiärministern David Cameron hade avskedat Larry från sin position som Högste musfångare för regeringen och installerat Freya i stället. Nelson hävdade att Cameron hade tröttnat på Larrys lathet. Nelson förklarade:
"Droppen som fick bägaren att rinna över kom i torsdags när David Cameron ertappade Larry med att ta en tupplur på hans stol i sitt arbetsrum på 10 Downing Street medan en annan mus sprang runt i rummet. När han försökte väcka Larry för att göra sin plikt öppnades ett öga, men katten rörde sig inte ur fläcken."
Cameron kallade in Freya för att patrullera nummer 10, 11 och 12 Downing Street eftersom hon var en "tuffare" och ett "mer gatusmart rovdjur". Freya rapporterades vara den mer dominanta katten över Larry och en mer effektiv katt, enligt uppgift för att hennes tid som herrelös hade "härdat" henne.
I oktober 2012 var polisen tvungen att avbryta ett bråk mellan Larry och Freya utanför Nummer 10. The Daily Telegraph rapporterade att Freya "verkade ha fått ut det bästa av konfrontationen". Premiärministerns taleskvinna uppgav att Freya och Larry kunde "samexistera" och tillade att hon inte skulle kommentera de två katternas äventyr ytterligare.
I maj 2014 förirrade sig Freya över en mil från Downing Street men kunde räddas och återlämnas av en välgörenhetsarbetare. I augusti 2014 blev Freya påkörd av en bil i Whitehall och behandlades därefter av en veterinär. Osborne sa att han var "mycket tacksam" mot dem som kom till hans husdjurs hjälp. Efter dessa händelser skickades Freya till landsbygden i Kent där hon fritt kunde följa sin lust att ströva omkring. I februari 2015 flyttade hon dock tillbaka till London för att bo med Chefen för regeringens gästfrihet, Robert Alexander.
Alexander meddelade senare via Twitter att Freya dog den 4 augusti 2022, 13 år gammal.